# Lariscus
Lariscus és un gènere d'esquirols originaris del sud-est asiàtic. Es tracta d'animals de selva tropical poc coneguts que viuen en zones muntanyoses situades a entre 900 i 1.500 msnm. Poden enfilar-se als arbres, però passen gran part del temps a terra cercant fruita i núcules. Fan el cau a l'interior de troncs buits. S'ha observat que l'espècie L. insignis amaga fruita al sòl per constituir-se reserves d'aliment.

## Taxonomia
- Esquirol terrestre de Hose (Lariscus hosei)
- Esquirol terrestre de tres ratlles (Lariscus insignis)
- Esquirol terrestre de Níobe (Lariscus niobe)
- Esquirol terrestre de Mentawai (Lariscus obscurus)